# Live by the Sea
Live By The Sea E o primeiro registro oficial da banda Oasis gravado em Abril de 1995 no Southend Cliffs Pavilion na Inglaterra.
Além da apresentação ao vivo, o DVD conta com os videoclipes de "Rock n´Roll Star" e "Cigarettes & Alcohol".
O título do vídeo foi extraído de um trecho da canção "(It's Good) To Be Free". Esta mesma canção, neste vídeo, leva o nome de "Good To Be Free".

## Lista de músicas
- Todas as composições por Noel Gallagher, exceto 17.

1. "Rock n´Roll Star" - 05:23
2. "Columbia" - 06:17
3. "Digsy´s Dinner" - 02:32
4. "Some Might Say" - 05:28
5. "Live Forever" - 04:38
6. "Up The Sky" - 04:28
7. "Acquiesce" - 04:30
8. "Headshrinker" - 04:44
9. "Good To Be Free" - 04:18
10. "Cigarettes & Alcohol" - 04:50
11. "Married With Children" - 03:12
12. "Sad Song" - 04:16
13. "D´Yer Wanna Be A Spaceman?" - 02:41
14. "Talk Tonight" - 04:27
15. "Slide Away" -
16. "Supersonic" - 04:32
17. "I Am The Walrus" (John Lennon/Paul McCartney) - 06:30